# Хрисеида Македонская
Хрисеида (др.-греч. Χρυσηις; III век до н. э.) — одна из жён царя Македонии Деметрия Этолийского.

## Биография
Из одного сообщения Евсевия известно, что Деметрий Этолийский «…женился на одной из пленниц и назвал её Хрисеидой, а от неё у него был сын Филипп, который первым воевал с римлянами и [тем самым] оказался причиной бедствий для македонян». Статус последней супруги Деметрия вызывает удивление, что позволяет многим исследователям считать эту часть сообщения Евсевия малодостоверной. Возможно, в сообщении Евсевия следует видеть влияние проримского источника, где в целях очернения Филиппа V говорилось о низком происхождении его матери. Считается, что своё новое имя Хрисеида получила в честь персонажа «Илиады».
Важным свидетельством в пользу историчности Хрисеиды является свидетельство Полибия, упоминающего её в рассказе о правителях, оказавших помощь жителям Родоса после землетрясения как жену Антигона III Досона. Досон, как известно из других источников, после смерти Деметрия II женился на «матери» его сына Филиппа (имя которой при этом не называется) и усыновил мальчика.
Впрочем, Уильям Тарн, а вслед за ним и многие другие антиковеды, полагают, что Хрисеида и Фтия — это одна и та же женщина.